# Sersi
Sersi es un personaje que aparece en los cómics estadounidenses publicados por Marvel Comics. Es representada como un miembro de los Eternos, una raza de superhumanos en el Universo Marvel, apareció por primera vez en la serie de cómics de 1976-1978, The Eternals, creada por Jack Kirby.
Gemma Chan interpreta a Sersi en la película Eternals (2021), parte del Universo Cinematográfico de Marvel.

## Historial de publicaciones
Sersi apareció por primera vez en The Eternals #3 (septiembre de 1976) como Sersy (escrito con una «Y»), creada por Jack Kirby. Aunque The Eternals fue publicado por Marvel Comics, los Eternos no fueron tratados como parte del Universo Marvel, sino como una serie independiente. Los personajes se incorporaron al universo Marvel más tarde y, en la década de 1980, hizo algunas apariciones especiales en The Avengers y Captain America.
La continuidad de Marvel Comics más tarde se reacondicionó para que el personaje presentado como la hechicera mitológica Circe, presentada en Strange Tales #109 (junio de 1963), fuera, de hecho, Sersi. Circe fue creada por Stan Lee, Jack Kirby y Robert Bernstein.
En 1990, Sersi se unió al equipo de los Vengadores, después de que su compañero Eterno Gilgamesh dejó el equipo después de una lesión. Ella dejó el equipo en 1994.
Sersi y el Caballero Negro, así como otros personajes de Marvel, se incorporaron a la impresión Ultraverso de corta duración, cuando Marvel compró Malibu Comics.
El personaje fue rediseñado por Neil Gaiman durante el relanzamiento de 2006 de The Eternals.
Sersi y los otros Eternos volvieron a los Vengadores de Jason Aaron, sin embargo, en el número 4 que fueron asesinados en un arco narrativo que involucra a los Celestiales Oscuros.

## Biografía del personaje ficticio

### Orígenes e historia temprana
Sersi es un miembro de la cuarta generación de los Eternos, una rama evolutiva de la raza humana. Ella es la hija de Eternos, Helios y Perse, y probablemente nació en Olimpia, Grecia, algún tiempo después del Gran Cataclismo que destruyó los continentes de Atlantis y Lemuria, durante una prolongada era de hielo conocida como la Era de los Hiborianos. A una edad temprana, Sersi se diferenciaba de sus compañeros Eternos en su deseo de vivir entre humanos. Fue durante su tiempo en la antigua Mesopotamia que Sersi conoció al Capitán América, que había viajado en el tiempo. Si bien Sersi todavía tenía la apariencia de una niña en este momento, ya tenía miles de años.
Unos pocos miles de años después, Sersi se basó en la antigua Grecia, donde conoció al poeta Homero, quien más tarde escribiría una de las primeras obras de la literatura occidental, La Odisea. El personaje Circe, que vivía en una isla en el Mar Egeo llamada Eea, y convirtió a los hombres del héroe Odiseo en cerdos, se basó en Sersi.
Fue Sersi, bajo el nombre de Circe, quien encarceló a los imps en la Caja de Pandora en la antigüedad. A diferencia de la mayoría de sus compañeros Eternos, que se quedan en sus ciudades ocultas, Sersi se deleita en su humanidad, y ha vivido entre los humanos más que cualquier otro Eterno, salvo El Olvidado. Por lo tanto, no es sorprendente descubrir que Sersi ha vivido en varios lugares de importancia histórica, desde la Roma de Nerón, hasta Camelot, la corte del legendario Rey Arturo, donde ayudó al mago Merlín a derrotar a un impostor que había usurpado su posición. Sersi luchó junto a Thor en el vikingo asedio de París, aunque no estaba al tanto de esto. Ella ha sido bailarina, actriz, maga de escena, hedonista y aventurera.

### La era de Marvel
En tiempos más recientes, Sersi luchó contra Deviants en la ciudad de Nueva York. Sersi fue uno de los Eternos que el antropólogo Dr. Samuel Holden presentó al mundo en general en el City College de Nueva York. Sersi quedó fascinada con el Doctor de voz suave, y comenzó una relación con él. Aunque da la impresión de que preferiría estar en una fiesta, Sersi ha demostrado ser una aliada incondicional de los Eternos en sus luchas con los Deviants.
Ella se conoció y se convirtió en una aliada de Thor. Sersi luego participó en una batalla entre los dioses olímpicos y Eternos. A pesar de su lealtad a los Eternos, Sersi valora su independencia, y a menudo se niega a asistir a las reuniones de Eternos. Fue durante una instancia como esta que Domo de los Eternos envió a los Hermanos Delphan para llevarla a Olimpia para que todos los Eternos pudieran formar la Mente Unificada para debatir su futuro. Sersi había decidido no asistir ya que continuaría haciendo lo que quisiera, independientemente del resultado de todos modos. Sin que los hermanos Delphan lo supieran, dos de los invitados a la fiesta de Sersi eran en realidad miembros de los Vengadores conocidos como Avispa y Starfox (en realidad habían arruinado la fiesta, para deleite de Sersi). También vinieron a Olympia, donde se reveló que Starfox era en realidad el hijo de A'lars, más conocido como Mentor de Titán, hermano de Zuras. Si bien la mayoría de Eternos decidió abandonar la Tierra por el espacio, Sersi fue uno de los que eligió quedarse.
Algún tiempo después, el vengador Capitán América necesitaba a alguien con ilusión o habilidades de cambio de forma para que lo ayudaran con un caso en el que estaba trabajando. Encontró la dirección de Sersi en la base de datos de los Vengadores, y consideró que valía la pena pedirle ayuda. Sersi estaba más que feliz de ayudar al Cap. (le gustaba bastante y coqueteaba constantemente con él, para su vergüenza), aunque le dijo que a cambio le pediría un favor, una invitación a cenar, como resultó ser.
Sersi luchó contra Ghaur junto a Eternos, Thor y Vengadores de la Costa Oeste. Sersi también ayudó a los Vengadores en su lucha contra el Desviantes y el viejo dios Set. Cuando su compañero Eterno, el Olvidado, resultó herido mientras servía como Vengador, los Vengadores acudieron a Sersi en busca de ayuda. Ella viajó a la Zona Negativa con los Vengadores para encontrar a los Eternos, y aparentemente fue asesinada por Blastaar, pero volvió a la vida.

### El más poderoso de la Tierra
Debido a su asistencia previa, el presidente de los Vengadores, el Capitán América, decidió pedirle a Sersi que se uniera a los Vengadores. Quizás debido a su atracción por el Cap, o porque descubrió que disfrutaba de la heroicidad más de lo que dejaba ver, Sersi aceptó la propuesta del Cap y se convirtió en una de las más poderosas de la Tierra. En su primera misión con el equipo, los ayudó a derrotar a Nebula.
Sersi demostró ser una poderosa adición a la lista de los Vengadores, aunque su coqueteo inofensivo todavía logró avergonzar al Capitán América. Sersi sirvió con el equipo durante bastante tiempo. Luego, durante un ataque a la Tierra por parte de los Hermanos, Sersi fue capturada y formó una Mente Única con el líder de los Hermanos, Thane Ector. Tal unión, entre dos especies diferentes, está prohibida por los Eternos, ya que puede conducir al colapso de las disciplinas mentales de los Eternos. Sersi luchó contra Sybil Dorn y se convirtió en un aliado de Thane Ector.
Algunos meses después de esto, Sersi se volvió más agresiva y fue uno de los Vengadores involucrados en el intento de asesinato del Líder Kree, la Inteligencia Suprema, durante la participación de los Vengadores en la Guerra Kree-Shi'ar.

### El amor del Caballero Negro y el mal de Proctor
Durante este tiempo, Sersi comenzó una relación con su compañero Vengador Dane Whitman, el Caballero Negro. Los Vengadores comienzan una pelea contra un villano llamado Proctor, quien estaba reuniendo a Vengadores de diferentes realidades, formando un equipo llamado "Los Recolectores".
La nueva naturaleza agresiva de Sersi provocó tensiones entre ella y sus compañeros de equipo. Se formó un triángulo romántico entre Sersi, el Caballero Negro y la nueva Vengadora, Crystal. Estas tensiones llegaron a un clímax cuando los Vengadores viajaron al planeta Polemachus. Cuando el malvado sacerdote Anskar asesinó a una joven llamada Astra, Sersi lo mató en represalia.
Cuando los Vengadores regresaron a la Tierra, Sersi huyó a Warrior Falls, en Wakanda, tratando de escapar de la culpa y el miedo que sentía debido a sus acciones precipitadas. El Caballero Negro la encontró y la convenció de que regresara al Cuartel General de los Vengadores. Sersi le dijo a su amante que temía volverse loca. A su regreso a la sede de los Vengadores, Sersi atacó repentinamente a sus compañeros Vengadores. Ella fue detenida solo por la intervención de la Visión, (que secretamente era la Anti-Visión, un miembro de los Recolectores). La Visión real estaba prisionera en la base de la montaña andina de Proctor.
Para entonces, los compañeros Eternals de Sersi se habían dado cuenta de su naturaleza inestable y habían enviado a tres de su clase, Ikaris, Arex y Sprite, a Nueva York para devolverla a Olympia. Los Eternals temían que Sersi sufriera lo que ellos llaman el Mahd W'yry, un colapso mental debido a la prolongada vida de los Eternos. Sersi rechazó sus miedos como arcaicos, y se negó a acompañarlos de regreso a su tierra natal. Los Vengadores tampoco querían dejar que tomaran a uno de sus miembros en contra de su voluntad, especialmente cuando se enteraron de que si se descubría que sufría del Mahd W'yry, los Eternos planeaban 'limpiarla' de ella por vía molecular. decorporación que causaría la muerte. La batalla que siguió entre los Vengadores y los Eternos se contuvo solo cuando Sprite, que se enteró de los sentimientos de Sersi por el Caballero Negro, insistió en que el Caballero se convirtiera en su "Gann Josin". Este es un concepto que los Eternos usan para describir una unión íntima de dos mentes como almas gemelas en su propia Mente Única personal. Sin embargo, antes de que esto pudiera discutirse más, Ikaris usó sus poderes para hacer que suceda. Los Eternos partieron, dejando a Sersi atrás. El Caballero Negro estaba menos que entusiasmado por ser utilizado de esta manera, ya que había llegado a la conclusión de que era Crystal lo que amaba, no Sersi.
Los Vengadores, tuvieron poco tiempo para discutir la situación porque asaltaron la ciudadela andina de Proctor. Luego lucharon contra el escuadrón suicida Kree. En el conflicto de Genoshan, Sersi luchó contra Exodus. Los Vengadores también se aventuraron en Deviant Lemuria, en una batalla contra el sacerdote loco Ghaur, un viejo enemigo de Sersi.
Las relaciones entre los compañeros de equipo continuaron empeorando y Sersi permaneció en su estado inestable. Los Vengadores llamaron al exmiembro Hank Pym para descubrir la causa de sus problemas mentales. En un momento, Sersi le confió al mayordomo de los Vengadores, Jarvis, que había estado soñando con un hombre extraño vestido de negro, que estaba agrediendo a hombres jóvenes con los que se había hecho amiga. Jarvis la investigó más y Sersi usó sus poderes para sacar la imagen de Proctor de su mente. Ni Jarvis ni Sersi habían visto a Proctor y no lo reconocieron. Por esa época, dos agentes de policía interrogaron personalmente a Sersi. Más tarde, fueron encontrados, dragados de un río y convertidos en piedra. Sersi fue incriminada por estos asesinatos.
Sersi se sorprendió por esta acusación. Los Vengadores la creían capaz de los crímenes. Cuando la policía intentó arrestarla, Sersi destruyó la Mansión de los Vengadores y huyó al Puente de Brooklyn. En su estado enloquecido, usó el enlace de Gann Josin para llamar al Caballero Negro a su lado, y los dos se prepararon para luchar contra los otros Vengadores. Cuando Sersi amenazó a Crystal, el Caballero Negro reaccionó y rompió temporalmente el vínculo de Gann Josin. Conmocionada por esto, Sersi destruyó el Puente de Brooklyn.
Confundida con su estado mental, Proctor finalmente se acercó a Sersi, quien reveló el alcance total de su loco plan. Capturándola, Proctor regresó a su base de operaciones en Nueva York, y reveló que era él quien estaba detrás de su locura y convulsiones, y era él quien era el responsable de los asesinatos de los jóvenes y los policías. Ahora, con su memoria completa recuperada, Sersi se liberó del control de Proctor el tiempo suficiente para tropezar con la sala de trofeos del villano. Aquí estaba Ute, un Vigilante derrotado (que Proctor usó para atravesar el multiverso), así como innumerables Sersi de otros mundos que Proctor ya había matado en su cruzada loca. Con Sersi confundida, el recolector Rik pudo contenerla una vez más. Los Vengadores fueron rescatados por los Eternos Thena y Sprite. Basado en la descripción que Jarvis les dio del hombre en el sueño de Sersi, los Vengadores concluyeron que Proctor era responsable de los crímenes. También fueron abordados por Ute en forma astral, quien les advirtió que Proctor debía ser derrotado, o toda la realidad colapsaría. Mientras tanto, Dane Whitman descubrió mediante análisis informático que Proctor era una versión de sí mismo de una realidad diferente. Mientras tanto, Proctor comenzó su táctica final: usar las energías vitales de Sersi y Ute para colapsar las diversas realidades entre sí.
Los Vengadores se unieron a Thena y Sprite, y se apresuraron a la escena, solo para ser confrontados por los Recolectores. Mientras sus compañeros Vengadores luchaban contra los diversos Recolectores, el Caballero Negro se acercó a Proctor, solo para ser derrotado por Proctor y su Espada Ébano. Sersi y la Vigía miraron desde el vórtice que los contenía mientras Proctor comenzaba a 'reunir' la esencia del Caballero Negro en sí mismo, preparándose para fusionarse con él. Quicksilver, el marido separado de Crystal, detuvo el plan del villano. Acercándose a Proctor, una Sersi liberada usó la Espada Ébano del villano para matarlo. Después de esto, Ute (en su último suspiro) usó sus poderes para deshacer el daño que se había hecho a la Mansión de los Vengadores, el Puente de Brooklyn y varios otros lugares, además de abrir una grieta dimensional a otra realidad. Sersi, temiendo que las manipulaciones de Proctor fueran irreversibles, decidió entrar por esta puerta entre mundos, para poder vivir libre de su locura. Con su propia mente clara, el Caballero Negro decidió unirse a Sersi en su exilio. Se sentía responsable del sufrimiento que Sersi había soportado, y sabía que no podía permanecer en los Vengadores si eso significaba interferir con los intentos de Quicksilver de reconciliarse con Crystal. Los dos Vengadores entraron en la grieta dimensional, viajando a otro universo.

### Perdido en el Ultraverso
El portal llevó al dúo al Ultraverso, el hogar de los ultras (un universo creado por Malibu Comics). Fueron separados en la grieta, Sersi terminó en África Ecuatorial, mientras que Dane Whitman, se encontró en Miami. En el Ultraverso, Sersi estaba poseída por el espíritu de una de las Gemas del Infinito, la gema Ego.
La gema Ego se había separado de las demás muchas veces, y ahora tenía la intención de usar a Sersi para reunirse con los demás (las gemas también habían sido transportadas al Ultraverso, por las acciones del Ultra supervillano Rune). La voluntad de Sersi resultó ser demasiado fuerte para la Gema, y su vínculo con el Caballero Negro hizo que lo buscara. La gema Ego, le dio un día para hacer las paces con su pasado.
Mientras tanto, el Caballero Negro había encontrado la Ultrafuerza local, los héroes más poderosos del Ultraverso, como Hardcase, Prime y Topaz. Al enterarse del control de Loki sobre las Gemas del Infinito, el Caballero intentó contactar a los Vengadores, pero fue frustrado cuando apareció Sersi. Sersi luchó de manera intermedia con Topaz, una reina amazónica de Gwendor. La intervención del Caballero Negro puso fin a la batalla. La Gema Ego, al darse cuenta de que podría usar Ultrafuerza para reunirse con sus 'hermanos', obligó a Sersi a enviarlos tras las otras seis Gemas. El Caballero Negro y Ultraforce no pudieron arrebatar las Gemas del control de Loki. Sersi usó el libre albedrío que le quedaba para devolverlos a su base...
Ahora completamente, bajo el control de la Gema Ego, Sersi se dio cuenta de la presencia del Gran Maestro en el Ultraverso. Este Anciano del Universo había viajado al Ultraverso en un intento por obtener la Gema Mente. Al darse cuenta de la oportunidad, la Gema Ego obligó al Gran Maestro a cumplir sus órdenes también. El Gran Maestro se acercó a Loki y le propuso un juego. Si ganaba, el Gran Maestro recibiría la Gema de la Mente. Si Loki ganaba, se le diría la ubicación de la Gema Ego. El juego se llamaba Worlds and Warriors, una versión simplificada de un juego de cartas de la Tierra. Sin embargo, en lugar de cartas, se utilizarían héroes reales. El Gran Maestro había elegido a los Vengadores, mientras que Loki había elegido Ultrafuerza. Los miembros de cada equipo se enfrentaron a los miembros del otro. A los Vengadores, por su parte, se les dijo que era para detener a Loki y salvar al Caballero Negro, mientras que a los miembros de Ultrafuerza se les dijo que los Vengadores eran parte de una fuerza invasora. Las diversas batallas terminaron en punto muerto, y Loki, usó la victoria reclamada. El Gran Maestro (esclavo de la voluntad de la Gema Ego), reveló Sersi a Loki. Ella se lanzó hacia él y pudo separarlo de las Gemas antes de que pudiera actuar. En este momento, la Gema Ego liberó a Sersi de su poder. Al reunirse con las otras seis gemas, se volvieron completamente sensibles, antropomorfizando en un ser cósmico que se llama a sí mismo Némesis.
Nemesis quería crear un mundo nuevo y (uniendo elementos de los mundos de los Vengadores y Ultraforce) creó un universo de amalgama. Sin embargo, había demasiados elementos en conflicto, y cuando Topaz del Ultraverse hizo contacto físico con Loki, elementos de dos continuos tremendamente diferentes, la estructura se rompió. En su pánico, Némesis se teletransportó a la Tierra de Ultra y tenía la intención de seguir creando allí, incluso si eso significaba la destrucción del mundo que ya estaba allí. Sin embargo, las otras seis gemas se resistían a ella, porque el ser llamado Némesis carecía de la influencia controladora que se necesitaba para unirlos. Los Vengadores y Ultraforce unieron fuerzas para detenerla. Creando una distracción, la atacaron juntos, permitiendo que el Caballero Negro se acercara lo suficiente como para separar las Gemas una vez más. En la explosión resultante, los Vengadores fueron devueltos a la Tierra del Universo Marvel, mientras que Ultraforce y el Caballero Negro regresaron al Ultraverse. Sersi vagó en el limbo hasta que el Caballero Negro regresó con ella.

### Enemigos antiguos - renacimiento moderno
Sin embargo, con el tiempo, los dos Vengadores encontraron la manera de regresar a su Tierra, pero no antes de viajar en el tiempo a la era de las Cruzadas, donde lucharon contra el hombre que se convertiría en Éxodo.
Al regresar a su línea de tiempo correcta, los dos se separaron una vez más. El Caballero Negro se encontró en Nueva York, pero al encontrar a los Vengadores muertos a raíz de Onslaught, se unió a Heroes for Hire (grupo ficticio y título de la serie limitada de 1997). Sersi se encontró en Lemuria, y al enterarse de otro complot por Ghaur, escapó para obtener ayuda. Al encontrar también a los Vengadores muertos, recurrió a los Heroes for Hire. Frustrando la trama de Ghaur, Sersi y el Caballero Negro decidieron que ambos necesitaban un tiempo de separación después de todo lo que habían pasado.
Sersi regresó a Olimpia, y, además de ayudar a los Vengadores en su batalla contra Morgana Le Fey, permaneció allí hasta que se unió a la Nueva Raza, un grupo de Eternos haciéndose pasar por un súper equipo humano, para controlar los Desviados, que se han convertido en monstruos sin sentido.

### Los Eternos (2006)
Debido al intento de Sprite de convertirse en humana, Sersi actualmente vive en Nueva York, donde planea vivir para fiestas. Ella no puede recordar su origen como Eterno, ni sus poderes. Ella ha sido contratada por Druig, actualmente vice primer ministro de Vorozheika, para publicitar esta pequeña ex república soviética organizando una fiesta en la embajada de Vorozheikan. Después de que la fiesta se salvó de un grupo de pistoleros a través de los esfuerzos de Mark Curry (quien recuperó temporalmente sus poderes, aunque significa desconocidos incluso para él), y Iron Man, le preguntó a Sersi sobre registrarse, ya que ella era una antigua Vengadora. Se muestra que Sersi está perplejo por lo que quiere decir, y Iron Man luego se confunde cuando descubre que ya no hay ningún registro de Sersi en la base de datos de los Vengadores. Ella prueba sus poderes y accidentalmente convierte a un gato en un dragón.
Si se cree al Eterno conocido como Sprite, los recuerdos de su historia y vida de los Eternos son en realidad una ilusión compleja de su parte (un posible retcon del origen de los Eternos destacado en esta nueva miniserie de cómic), y Sersi en realidad está mucho más cerca de medio millón de años en lugar de "solo" a lo sumo cinco mil años (ella ha tenido al Eterno Makkari como un amante intermitente durante cientos de miles de años ahora si la historia de Sprite es cierta como se indica). Al final de la serie, ella decide que quiere reanudar su vida normal, deseando no ser Eterna ni llevar la vida como Vengadora que le ofrece Tony Stark.
Sersi aparece más tarde como el jefe de un sitio web de planificación de fiestas, ahora retirado del mundo de los superhéroes. Rechaza la solicitud de la Avispa de convertirse en Vengador una vez más, pero usa sus poderes para ayudar al equipo a localizar a Yon-Rogg.

### Muerte
Más tarde, cuando el Huésped Final llegó a la Tierra, Sersi junto con todos los Eternos se suicidaron después de darse cuenta del verdadero propósito para el que fueron creados. Su cuerpo se ve cuando Iron Man y el Doctor Strange viajaron a las montañas de Grecia, para tratar de obtener algunas respuestas de los Eternos.

## Poderes y habilidades
Como miembro de la raza de superhumanos conocidos como los Eternos, Sersi tiene las habilidades estándar de los Eternals de la Tierra, aunque ha centrado la mayor parte de su poder en habilidades de transmutación y lo ha transmitido como ilusión o magia a lo largo de los siglos. La capacidad psiónica de Sersi para reorganizar la estructura molecular de los objetos es mucho mayor que la de cualquier otro Eterno; Los límites de los poderes de reordenamiento molecular de Sersi aún no se han revelado. Sersi es el único experto vivo de quinto nivel en la transmutación de la materia (en una escala de 1 a 5). Tiene la capacidad de alterar las estructuras moleculares y atómicas de toda la materia, incluidos los organismos vivos. Sin embargo, ella ha expresado dificultades para reorganizar la materia subatómica.
Sersi tiene un intelecto talentoso y una fuerza sobrehumana (que puede complementar levitando psiónicamente objetos pesados), resistencia, durabilidad, agilidad y reflejos. Sersi posee la capacidad de manipular la energía cósmica para aumentar su fuerza vital, otorgando su invulnerabilidad virtual e inmortalidad, la capacidad de proyectar energía cósmica de sus ojos o manos en forma de calor, luz o fuerza de conmoción, y posiblemente otros poderes. Sersi es resistente al frío, enfermedades, electricidad, energía, calor, radiación y ataques de toxinas. Ella no envejece, y solo puede ser asesinada si sus átomos están dispersos. Sersi posee un control mental total sobre su forma física, otorgándole su virtual invulnerabilidad e inmortalidad.
Sersi tiene la capacidad de levitar a sí misma y a otras siete personas, y así volar a una velocidad sobrehumana. Ella tiene la capacidad de hacer ilusiones para disfrazar su apariencia y la de los demás a partir de las percepciones de los seres humanos normales. Tiene la capacidad de teletransportarse a sí misma y a otros con ella; Al igual que otros Eternals, Sersi encuentra su método de teletransportación desagradable y usa este poder con moderación. Sersi puede comunicarse telepáticamente, aunque no puede leer mentalmente la mente de ningún Deviant, y puede controlar las mentes de Eternos, Deviants y humanos. Sersi puede manipular telequinéticamente objetos y generar un campo de fuerza. Sersi, como todos los Eternos, puede unirse a Uni-Mind.
Como bailarina entrenada que ha perfeccionado su arte durante siglos, ayudada por su físico sobrehumano, Sersi tiene una extraordinaria habilidad atlética. También ha demostrado un talento en artes marciales, múltiples idiomas, lucha libre y diseño de moda.

## Otras versiones
Sersi tiene muchas otras versiones en el multiverso, pero muchas de ellas aparentemente fueron asesinadas por el propio Proctor.

### Mutante X
En Mutant X, Sersi, junto con muchos otros Eternos e Inhumanos, se enfrentan al dúo asesino de Drácula y el Beyonder en Washington D. C. Todos perecen.

## En otros medios

### Televisión
- Sersi aparece en Marvel Knights: Eternals, con la voz de Kelly Sheridan.[55]

### Película
- En abril de 2018, Kevin Feige anunció que una película basada en los Eternos había comenzado a desarrollarse, con un enfoque en Sersi junto con Ikaris como sus personajes centrales.[56][57] En mayo de 2018, Matthew y Ryan Firpo fueron contratados para escribir el guion del proyecto.[58] A fines de septiembre, Marvel contrató a Chloé Zhao para dirigir la película, titulada Eternals.[59] En agosto de 2019, Marvel Studios anunció que Gemma Chan (quien previamente interpretó a Minn-Erva en la película de UCM de 2019, Capitana Marvel[60] interpretará al personaje en la próxima película Eternals, ambientada en Marvel Cinematic Universe.[2] En la película, Sersi es una Eterna empática con afinidad por la humanidad que puede manipular la materia.[61][62][63] Ha estado enamorada de Ikaris durante siglos, trabajó como profesora de historia en el Museo de Historia Natural de Londres en la Tierra y comenzó una relación con Dane Whitman. Sin embargo, ella, Dane y Sprite fueron emboscados por el Deviant Kro que tenía la capacidad de curar. Después de reunirse con Ikaris, ella y Sprite descubren que su antigua líder Ajak ha muerto. Después de la muerte de Ajak, ella se convierte en la nueva líder de los Eternos y vuelve a reunir a los Eternos para poner fin a la nueva amenaza de los Deviants. Sersi descubre que Ajak tenía la capacidad de ponerse en contacto con Arishem, y que los había enviado a la Tierra no solo para detener a los Deviants, sino también para prepararse para la llegada del Celestial Tiamut, un proceso conocido como Surgimiento, que también destruiría a la humanidad. Sersi descubre que Ikaris traicionó a Ajak con los Deviants y les permitió matarla para conseguir que no evitara El Surgimiento. Los Eternos luchan contra Ikaris, a quien Sprite se une, y finalmente Sersi usa la Uni-Mente para destruir a Tiamut. Después de que Ikaris se suicida hacia el sol, Sersi usa el poder de la Uni-Mente que queda para convertir a Sprite en una humana, como ella quería. Más tarde, Arishem la secuestra junto con Kingo y Phastos, quienes buscan revisar sus recuerdos para determinar si vale la pena salvar la Tierra o no.[63] Feige describió a Sersi como la protagonista de la película.[64]

### Videojuegos
- Sersi hizo su debut en videojuegos como un personaje jugable desbloqueable en Marvel Future Fight en marzo de 2021. Más tarde se agregó un disfraz de Sersi, basado en el personaje de MCU, durante el evento relacionado con el lanzamiento de Eternals en noviembre del mismo año 2021.
- Sersi aparece como un personaje jugable desbloqueable en Marvel Contest of Champions.
- Sersi aparece como un personaje jugable desbloqueable en Marvel Super War.
- Sersi aparece como un personaje jugable desbloqueable en Marvel Strike Force.
- Sersi aparece como un personaje jugable desbloqueable en Marvel Puzzle Quest.
- Sersi aparece como un personaje acompañante en Marvel Future Revolution.